# Art Blakey
Arthur (Art) Blakey (Pittsburgh (Pennsylvania), 11 oktober 1919 – New York, 16 oktober 1990), ook wel Abdullah Ibn Buhaina genaamd, was een van de grootste Amerikaanse jazzdrummers en een van de invloedrijkste jazzmuzikanten.
Blakey is met Kenny Clarke en Max Roach de uitvinder van de bebop-drumstijl. Blakey was echter niet alleen een drummer, hij stond ook te boek als een groot bandleider.

## Geschiedenis
In de jaren 1940 begon Blakey als drummer van verscheidende bands ervaring op te doen in het jazzwereldje. In die jaren bekeerde hij zich tot de islam en nam de naam Abdullah Ibn Buhaina aan. Eind jaren 1940 en begin jaren 1950 drumde hij onder meer bij Miles Davis, Bud Powell en Thelonious Monk. Al snel begon hij zijn eigen bands te formeren, waaruit uiteindelijk de samen met Horace Silver opgerichte band The Jazz Messengers voortkwam.

## The Jazz Messengers

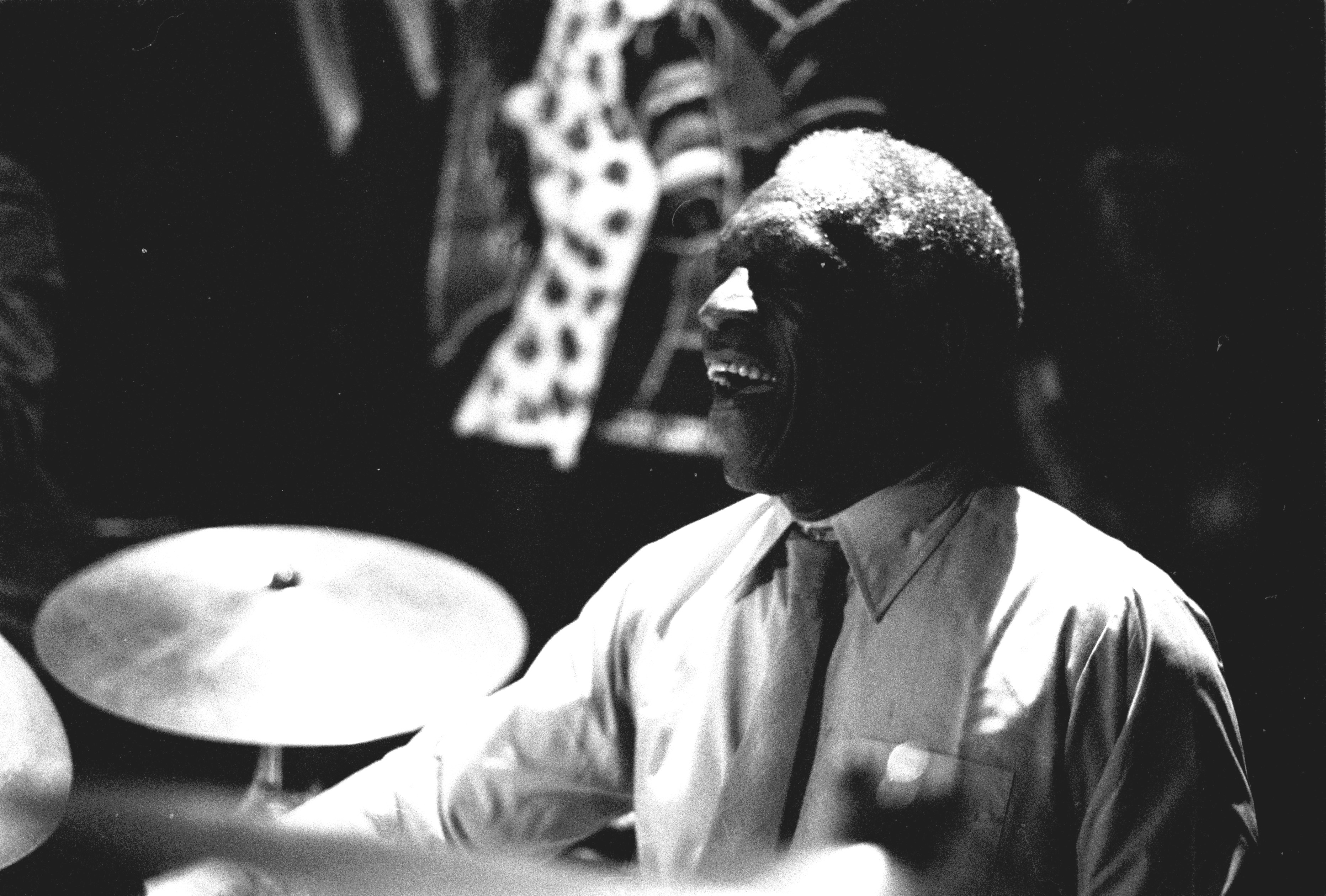
Art Blakey (1985)

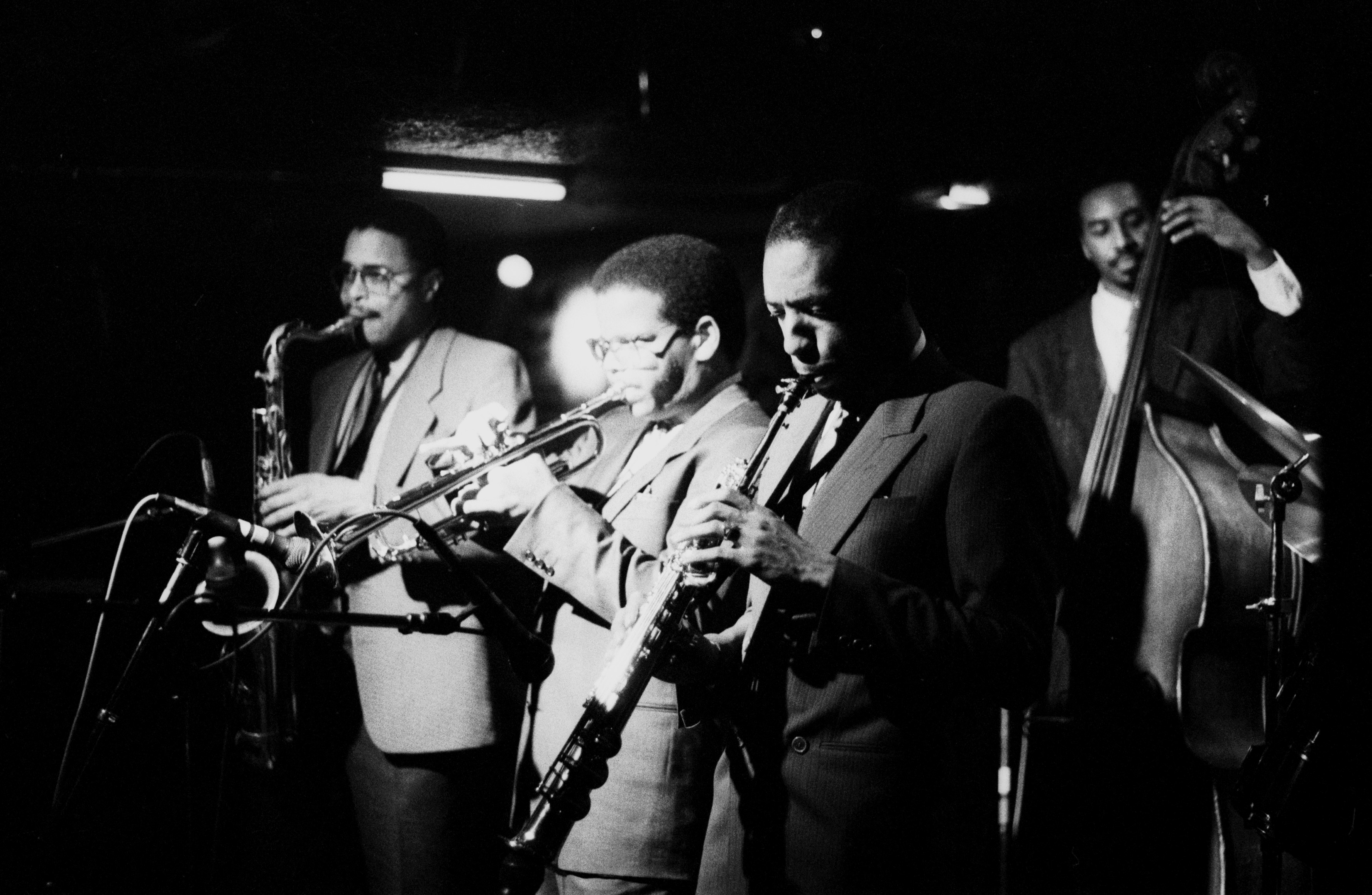
The Jazz Messengers (1985)

Meer dan 30 jaar lang maakte Blakey albums en trad hij op met zijn band The Jazz Messengers. Deze band was ontstaan uit een aantal bands die Blakey samen met Horace Silver leidde. Na vijf jaar verliet Silver de band en ging Blakey alleen verder. De band kreeg toen de naam Art Blakey and the Jazz Messengers.
In deze legendarische band kregen vele jonge muzikanten de ruimte om zich aan het grote publiek te laten zien. Blakeys credo was dan ook: I'm gonna stay with the youngsters. When these get too old I'll get some younger ones. Keeps the mind active. Clifford Brown, Freddie Hubbard, Wayne Shorter, Donald Byrd, Cedar Walton, Lee Morgan, Benny Golson, Wynton Marsalis, Branford Marsalis, Keith Jarrett, Lonnie Plaxico en John Hicks zijn slechts enkele van de grote artiesten die in zijn band zijn begonnen.
In 1956 nam Art Blakey met zijn Jazz Messengers een elpee op met de Nederlandse jazzzangeres Rita Reys, iets wat in Nederland alle kranten haalde. De elpee The Cool Voice of Rita Reys werd zowel in de VS (op het label Columbia) als in Nederland (door Philips) uitgebracht.
Blakey bleef tot op hoge leeftijd optreden en albums maken met zijn Jazz Messengers en drukte zijn stempel op de jazzmuziek. Hij overleed vijf dagen na zijn 71e verjaardag en liet een indrukwekkende lijst van muzikale hoogtepunten na.

## Discografie
- 1954: A Night at Birdland volumes 1 and 2 (Blue Note)
- 1955: At the Cafe Bohemia volumes 1 and 2 (Blue Note)
- 1956: The Jazz Messengers (Columbia)
- 1956: The Cool voice of Rita Reys (Columbia/Philips)
- 1957: Art Blakey's Jazz Messengers with Thelonious Monk (Atlantic/Rhino)
- 1957: Orgy in Rhythm (Blue Note)
- 1958: Moanin' (Blue Note)
- 1958: 1958 Paris Olympia (Fontana)
- 1958: Des Femmes Disparaissent/Les Tricheurs (Fontana)
- 1959: At the Jazz Corner of the World (live) (Blue Note)
- 1959: Live in Stockholm 1959 (DIW) & (Dragon)
- 1960: Les Liaisons Dangereuses 1960 (Fontana)
- 1960: The Big Beat (Blue Note)
- 1960: Unforgettable Lee! (Fresh Sound)
- 1960: A Night in Tunisia (Blue Note)
- 1960: More Birdland Sessions (Fresh Sound)
- 1960: Live in Stockholm 1960 (Dragon)
- 1960: Lausanne 1960 First Set (TCB)
- 1960: Lausanne 1960 Second Set (TCB)
- 1961: Roots and Herbs (Blue Note)
- 1961: Jazz Messengers (Impulse!)
- 1961: Mosaic (Blue Note)
- 1961: The Freedom Rider (Blue Note)
- 1961: The Witch Doctor (Blue Note)
- 1961: Buhaina's Delight (Blue Note)
- 1962: Three Blind Mice volumes 1 and 2 (Blue Note)
- 1962: Caravan (Original Jazz Classics)
- 1962: The African Beat (Blue Note)
- 1963: Ugetsu (Original Jazz Classics)
- 1963: A Jazz message (Impulse!)
- 1964: Free for All (Blue Note)
- 1964: Kyoto (Original Jazz Classics)
- 1964: Indestructible
- 1964: Selections from the new musical Golden Boy (Colpix Records PCX 027)
- 1973: Child's Dance (Prestige)
- 1973: Mission Eternal (Prestige)
- 1973: Buhaina (Prestige)
- 1977: In My Prime volume 1 (Timeless)
- 1978: In This Korner (Concord)
- 1981: In Sweden (Evidence)
- 1981: Straight Ahead (Concord)
- 1982: Keystone 3 (Concord)
- 1984: New York Scene (Concord)
- 1985: Live at Kimball's (Concord)
- 1985: Blue Night (Timeless)
- 1988: Not Yet (Soul Note)
- 1988: I Get a Kick out of Bu (Soul Note)
- 1990: Chippin' In (Timeless)